# Абонентское высокочастотное уплотнение
АВУ — это: 
1. Абонентское высокочастотное уплотнение — аналоговый метод одновременной передачи по одной телефонной линии (паре) двух и более независимых абонентских телефонных подключений.
2. Абонентская высокочастотная установка — устройство высокочастотного уплотнения, включаемое между телефонной линией и аппаратом абонента, линия которого «уплотнена». Соответствующее оборудование устанавливается на АТС.

## Принцип действия
Абонентская высокочастотная установка служит для уплотнения абонентской линии дополнительным телефонным каналом, кроме основного канала, расположенного в тональном диапазоне частот (300-3400 Гц). Дополнительный канал образуется высокочастотным уплотнением абонентской линии с частотным разделением каналов. Таким образом по одной телефонной паре одновременно передаются сигналы двух абонентов. Аппаратура АВУ работает на частотах 28 кГц (передача от абонента к АТС) и 64 кГц (передача от АТС к абоненту).
При работе ВЧ-канала АВУ используется метод амплитудной модуляции, аналогичный работе радиопередатчика и радиоприёмника, только в данном случае передача идёт по проводам.
В этой связи также удобно сравнить АВУ с трёхпрограммным проводным радио: там и там есть основной низкочастотный канал в звуковом диапазоне частот и два дополнительных ВЧ-канала, только в трёхпрограммной радиотрансляции обе дополнительных программы  транслируются в одном направлении - от источника к абонентам, а в АВУ, как было указано выше, на разных частотах передача идёт в двух направлениях.
Сигналы НЧ- и ВЧ-каналов АВУ разделяются с помощью НЧ-фильтров, которые отсекают от основного (НЧ) канала частоты выше 3500 Гц. Абонентский фильтр нижних частот АВУ НЧ-А располагается в небольшой коробке на линии основного абонента, фильтр же на АТС смонтирован на плате ВЧ/НЧ-С совместно с ВЧ-частью станционного уплотнения.
Смысл применения телефонного уплотнения и, в частности АВУ, в экономии медных телефонных пар. АВУ зачастую применялось при необходимости организовать 1-2 новых телефонных номера в существующей структуре и при экономической нецелесообразности замены многопарного телефонного кабеля от АТС до здания на кабель большей ёмкости.
В отличие от блокированных (спаренных) телефонных номеров (также работающих по одной телефонной паре) оба абонента линии АВУ могут разговаривать одновременно, а также разговаривать друг с другом.
Возможно совмещение технологий уплотнения на одной линии: на спаренной телефонной линии может быть дополнительно организован высокочастотный канал АВУ. Такой вариант используется крайне редко — при острой нехватке медных телефонных пар — и, как правило, не используется в крупных городах.

## Состав и работа установки
В состав абонентской установки АВУ входят: абонентские низкочастотный НЧ-А и высокочастотный ВЧ-А блоки, блок станционных полукомплектов (БСПК), состоящий из десяти врубных комплектов ВЧ/НЧ-С (плат), статив станционных комплектов (СПК), на котором размещается до восьми блоков БСПК, блок батарей (ББ).
Структурную схему АВУ можно найти в 
Высокочастотный абонентский блок ВЧ-А служит для образования дополнительного канала высокочастотным уплотнением абонентской линии с частотным разделением каналов. Абонентский комплект ВЧ-А имеет фильтр верхних частот К-20, регулятор уровней, направляющие полосовые фильтры П-28 и П-64, усилитель приемного тракта, демодулятор, фильтр низких частот Д-3,4, дифференциальную систему, модулятор, генератор несущей частоты 28 кГц (Г-28), приемник вызова, статическое реле и блок питания.
Комплект ВЧ/НЧ-С имеет в основном те же узлы, что и блок ВЧ-А, но в нём нет статического реле, приёмника вызова, блока питания (питается от станционной батареи на 60 В) и регулятора уровня. В блоке дополнительно установлены приемник сигнального канала, имитатор шлейфа, фильтр низкой частоты Д-3,5 и генератор несущей частоты Г-64.
Статив станционных комплектов (СПК) представляет собой стойку, на которой устанавливаются восемь блоков БСПК, и монтируется в кроссе телефонной станции. Таким образом оборудование АВУ на АТС является групповым — в едином конструктиве располагаются блоки для многих уплотнённых линий.
Сигнал частотой 64 кГц подаётся от АТС в сторону абонента постоянно. В моменты вызова и разговора он модулируется соответствующими низкочастотными сигналами. Сигнал частоты 28 кГц подается от абонентского блока АВУ в сторону АТС только при занятии линии абонентом (снятии трубки) и аналогично модулируется звуковыми сигналами и импульсами набора номера.
Существуют ограничения на длину линии от АТС до абонента для нормальной работы аппаратуры АВУ. Оно составляет около 4,5 км при типовом кабеле с диаметром жилы 0,4 мм. При этом любые скрутки кабеля (например при ремонте и замене участков кабеля) вносят дополнительное затухание на высоких частотах и ограничивают допустимое расстояние.
Подробнее о работе аппаратуры АВУ можно прочитать, например, здесь:
Один из вариантов схемы старого трёхпроводного блока АВУ ВЧ-А:

## Особенности и недостатки аппаратуры АВУ
Нижеприведённые особенности относятся к исходной старой (советской) аппаратуре АВУ и к её ВЧ-части. Т. к. НЧ-часть является фактически обычной двухпроводной телефонной линией (снабжённой фильтрами НЧ-А с обеих сторон), какие-либо проблемы у абонентов на НЧ-линии АВУ крайне редки.
1. Трёхпроводный абонентский выход на телефонный аппарат (звонковый провод — отдельно),
2. Низкое линейное напряжение на телефонном аппарате (около 10 В при положенной трубке),
3. Отсутствие стабилизации частоты генераторов в абонентском и станционном блоках (сердечники катушек задающих генераторов заливались парафином),
4. Ручная настройка уровня сигнала запаиваемыми перемычками в блоке АВУ ВЧ-А (подстройка в зависимости от длины линии),
5. Питание от сети 220 В, невозможность пользоваться связью при пропадании электричества (во многих старых блоках АВУ ВЧ-А есть возможность подключения резервной батареи, которая почти никогда не используется),
6. Моральное устаревание элементной базы 1970—1980-х годов,
7. Физический износ и разрегулировка блоков, работающих по 20—30 лет (именно этот фактор зачастую является существенным при ухудшении качества связи на линиях с АВУ).
Аппаратура АВУ была разработана в 70-х годах прошлого века, когда практически единственным абонентским устройством был дисковый телефон. Именно на его подключение и был рассчитан абонентский блок АВУ ВЧ-А, при этом таковой телефон должен был иметь трёхпроводный вариант подключения (ряд моделей телефонов изначально позволяют сделать это определёнными переключениями, другие требуют несложной переделки). С появлением современных кнопочных телефонов, АОНов, автоответчиков, факсов, модемов, мини-АТС недостатки (особенности) аппаратуры АВУ дали о себе знать. Следует также отметить, что аппаратура АВУ производилась по внутренним ТУ производителя (Уфимский завод «Промсвязь») и не соответствовала никаким ГОСТам на телефонные линии.
Примерно с середины 90-х годов XX века рядом фирм производятся новые блоки АВУ (см. ниже). Эти изделия, как правило, выполнены на современной элементной базе, лишены большинства вышеприведённых недостатков, снабжены системой АРУ и позволяют эксплуатировать на линиях АВУ современные телефоны, радиотелефоны, АОНы, факсы, мини-АТС и проч.

## Известные промышленные изделия АВУ
1. Абонентская высокочастотная установка (АВУ) выпускалась в СССР ориентировочно с 70-х годов до начала 90-х предприятием «Промсвязь» (в Уфе, в Самаре). Схема изделия за это время подверглась ряду более или менее существенных модификаций, при этом сохраняя все основные параметры. Основные варианты блоков АВУ ВЧ-А известны специалистам под наименованиями «схема с одним трансформатором» и «схема с двумя трансформаторами».
2. АВУ ВЧ-А-2 (абонентский блок) производства кооператива «Прогресс» при НПО «Равенство» (г. Санкт-Петербург). Первые модификации данного изделия были схемотехнически аналогичны старому блоку АВУ ВЧ-А, впоследствии претерпели ряд модификаций (двухпроводный выход, кварцевая стабилизация частоты генератора, попытки внедрения АРУ).
3. Паскаль-2250(М) (абонентский блок), Паскаль-2150 и др.(станционные блоки), Паскаль-2350 (фильтр НЧ) производства ООО «Паскаль-Электрик» (г. Санкт-Петербург). Выпускаются ориентировочно с середины 90-х годов по настоящее время. Абонентские блоки отличаются современной элементной базой, кварцевой стабилизацией частоты, двухпроводным выходом 60 В, вызывным сигналом 25 Гц, системой АРУ, индикацией режимов работы. Также претерпели ряд модификаций.
4. Роса-2000 (абонентский блок), Роса-2002 (станционный блок), Роса-2001 (фильтр НЧ) производства ООО «Ростелко» (г. Санкт-Петербург) являются аналогами ряда изделий «Паскаль».
5. Эльф-12 (абонентский блок), АВУ-С-4 (станционный блок) и др. производства ЗАО «ЭЛС» (г. Тула). Характеризуются двухпроводным выходом, системой АРУ, а также внешним источником питания 12 В, что упрощает резервное питание системы от аккумулятора.
(Следует отметить, что все вышеприведенные изделия созданы на принципах исходной (советской) аппаратуры АВУ, работают на частотах 28/64 кГц, поэтому абонентские и станционные блоки различных производителей совместимы друг с другом в любых сочетаниях).
6. АВУ-Л (абонентские и станционные блоки) производства ООО «ЛЕНД» (г. Тольятти) работают на собственных (отличающихся от старой аппаратуры АВУ) несущих частотах, в связи с чем не совместимы ни с блоками АВУ старого образца ни с аппаратурой других производителей.

## Адаптеры АВУ
Адаптеры АВУ — изделия, подключаемые к абонентским блокам АВУ ВЧ-А старого образца с трёхпроводным выходом и обеспечивающие на выходе двухпроводную телефонную линию, приближенную по параметрам к обычной линии АТС. Адаптеры АВУ предназначены для подключения к старым трёхпроводным блокам АВУ современных кнопочных телефонных аппаратов (в т. ч. радиотелефонов, АОНов), а также иных абонентских устройств (автоответчиков, факсов, мини-АТС и др.). Известно множество схемотехнических решений данных устройств, отличающихся сложностью схемы и качеством эмуляции выходной абонентской линии. Ряд схем можно найти в интернете и радиолюбительской литературе. Качественный адаптер АВУ для совместимости с различными абонентскими устройствами должен обеспечивать линейное напряжение в пределах 48-60 В, вызывное напряжение 80-100 В с частотой 25 Гц и формой, приближающейся к синусоиде.
Известные промышленные адаптеры АВУ: «Глюк-203» (снят с производства), "Норма" (г. Санкт-Петербург).

## Использование Dial-Up-модемов на основной и уплотнённой линиях
Наличие высокочастотного сигнала Dial-Up-модемами воспринимается как помеха вне рабочей полосы канала. Неидеальность фильтров, а также нелинейность телефонной линии приводят к уменьшению (измеримого схемой модема) отношения сигнал-шум и, в ряде случаев, к перегрузке входных цепей модема до полной невозможности эффективной работы.
Работа модема на уплотнённой линии осложнена:
- узкой полосой частот, передаваемой модулированным сигналом. Как правило, полоса оказывается уже стандартных 3 кГц
- частотными искажениями, связанными с несовпадением частот преобразования на двух сторонах канала
- фазовыми искажениями, связанными с особенностями схем преобразования
- дрожанием частоты и фазы, связанным с различием и нестабильностью и различием источников питания схемы преобразования.

Все эти недостатки уплотнённого канала практически незаметны для слуха человека (из-за особенностей психофизиологического восприятия). Однако работа Dial-Up-модемов на уплотнённой линии не всегда возможна в принципе.
Модемы Telebit с протоколом PEP и близкие к ним по принципу действия  способны скомпенсировать недостатки ширины полосы, однако дрожание частоты и фазы делает и их работу неустойчивой.
Опыт показывает, что при исправности и правильной настройке абонентской и станционной частей АВУ Dial-Up-модемы работают на протоколах вплоть до V.90. При этом нормальная связь может быть обеспечена качественными модемами (например такими как U.S. Robotics Courier). Но, к сожалению, аппаратура АВУ советских лет выпуска зачастую находится в ненадлежащем состоянии и не обеспечивает нормальной работы модемов. Простейшие win-модемы, как правило, показывают на линиях АВУ плохие результаты либо вовсе не работают.

## Работа ADSL-модемов на линиях АВУ
Применение ADSL/xDSL-модемов на линии, уплотненной системой АВУ, как правило (в самом распространенном варианте — стандарт ADSL Annex A), невозможно из-за поражения частот, принципиальных для установления соединения. Однако существуют модемы, рассчитанные на работу в таких условиях — стандарт ADSL Annex B.
Работа ADSL-модема на уплотнённой линии возможна при условии, что это допускает провайдер связи. Для этого должен использоваться Annex B ADSL-модем (как и в случае с охранной сигнализацией).